# قالی لیلیان
قالی لیلان گونه‌ای قالی ایرانی است که در روستای لیلیان خمین تولید می‌شود. خصوصاً قالی ارمنی‌باف این منطقه همچون قالی ساروق شهرت جهانی دارد.

## ویژگی‌ها
از ویژگی‌های شاخص بافندگان ارمنی لیلیان در گذشته‌های دور، استفاده از نقشه‌هایی است که نقاشان ارمنی تهیه می‌کردند. لیلیان افزون بر طرح هراتی و طرح ساروق، طرح خاص خود را هم دارد که همان ترنجی عنکبوتی‌مانند است همراه با صلیبی که همیشه در آن پنهان است.